# Костянтинівська міська територіальна громада
Костянтинівська міська територіальна громада — територіальна громада в Україні, в Краматорському районі Донецької області. Адміністративний центр — місто Костянтинівка.
Площа громади — 454,5 км2, населення громади — 75 098 осіб (2020)
Утворена 12 червня 2020 року шляхом об'єднання Костянтинівської міської ради та Білокузьминівської, Віролюбівської, Іванопільської, Марківської, Миколаївської, Новодмитрівської і Предтечинської сільських рад Костянтинівського району Донецької області. 
Перші вибори міської ради та міського голови Костянтинівської міської громади відбулися 25 жовтня 2020 року.

## Населені пункти
До складу громади входять 1 місто (Костянтинівка), 18 сіл (Біла Гора, Білокузьминівка, Віролюбівка, Диліївка, Іванопілля, Іжевка, Клинове, Майське, Маркове, Миколаївка, Неліпівка, Новомаркове, Олександро-Шультине, Подільське, Попасне, Предтечине, Ступочки, Федорівка) та 5 селищ (Безім'яне, Молочарка, Новодмитрівка, Стінки, Червоне).

## Старостинські округи
У Костянтинівській міській громаді утворено 7 старостинських округів (утворені 24 грудня 2020 року)
| Старостинський округ | Населені пункти                                                 | Староста                       | Адреса                                 |
| -------------------- | --------------------------------------------------------------- | ------------------------------ | -------------------------------------- |
| Білокузьминівський   | Білокузьминівка                                                 | Загурська Ірина Вікторівна     | с. Білокузьминівка, вул. Шкільна, 8    |
| Віролюбівський       | Віролюбівка, Безімʼяне, Попасне, Клинове                        | Колеснік Віталія Владиславівна | с. Віролюбівка, вул. Шкільна, 34       |
| Іванопільський       | Іванопілля, Олександро-Шультине, Неліпівка, Диліївка, Біла Гора | Лукичова Людмила Володимирівна | с. Іванопілля, вул. Садова, 35б        |
| Марківський          | Маркове, Майське, Новомаркове, Федорівка                        | Бударева Світлана Миколаївна   | с. Маркове, вул. Миру, 30              |
| Миколаївський        | Миколаївка, Подільське                                          | Кіценко Світлана Володимирівна | с. Миколаївка, вул. Олекси Тихого, 31  |
| Новодмитрівський     | Новодмитрівка, Іжевка, Молочарка, Стінки, Червоне               | Яковлев Микола Дмитрович       | сел. Новодмитрівка, вул. Соняшна, 13/2 |
| Предтечинський       | Предтечине, Ступочки                                            | Удовенко Лідія Володимирівна   | с. Предтечине, вул. Вільна, 1          |